# Štěpán V. (papež)
Štěpán V. (VI.) (? Řím – 14. září 891 Řím) byl papežem od roku 885 až do své smrti. V roce 885 zakázal slovanskou liturgii.

## Poznámka
Problematika číslování papežů se jménem Štěpán je osvětlena v článku Štěpán II.